# Sylvie Charrière
Sylvie Charrière (ur. 15 maja 1961 w Montreuil) – francuska polityk reprezentująca partię La République En Marche! W wyborach parlamentarnych w czerwcu 2017 r. została wybrana do francuskiego Zgromadzenia Narodowego, w którym reprezentuje departament Sekwana-Saint-Denis.